# Acapulco
För andra betydelser, se Acapulco (olika betydelser).
Acapulco (officiellt Acapulco de Juárez) är en stad i södra Mexiko och är den största staden i delstaten Guerrero vid Stilla havets kust, drygt 300 km söder om Mexico City. Staden, som har en god naturlig hamn i Acapulcobukten, fick stor betydelse inom Spanska imperiet då en stor del av handeln med Kina och Filippinerna gick denna väg. I modern tid var staden längre främst känd som turistort, från 2010-talet har dock turismen minskat kraftigt på grund av ökad kriminalitet och att staden rankats som en av världens mest otrygga städer. 

## Historia

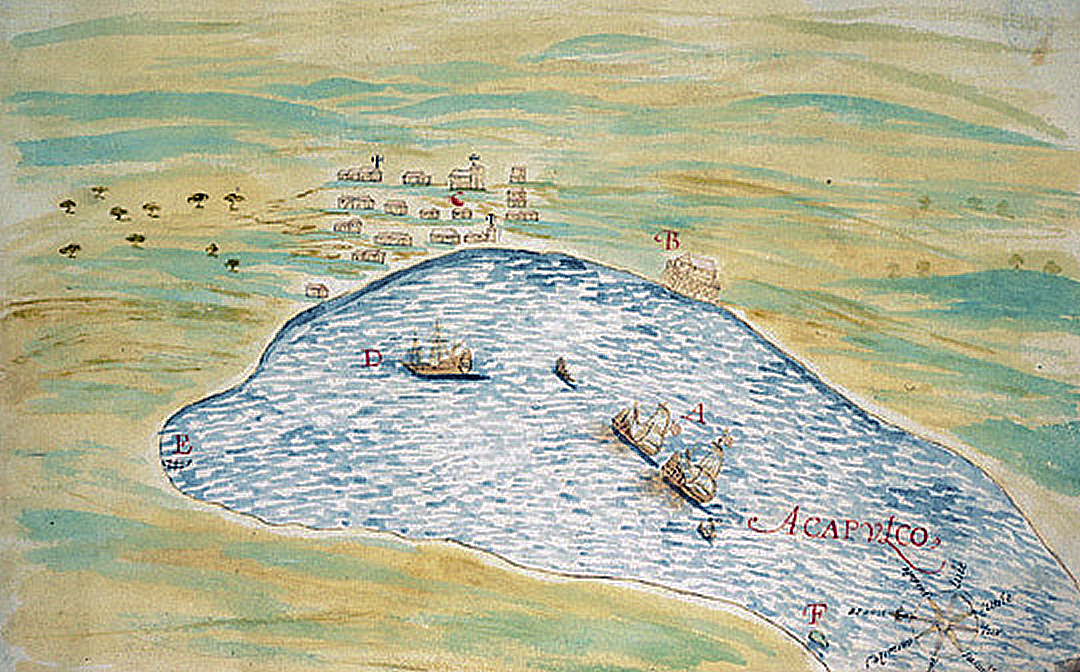
Acapulco, 1632.

Acapulcos goda hamn upptäcktes av Hernán Cortés, och staden byggdes upp mellan 1530 och 1550 som en spansk bas för utforskning av Stilla havet. 1564 ändrades den lilla hamnstadens öde då en expedition till Asien bekostad av Filip II rekommenderade den som en bra amerikansk hamn för handel med Filippinerna. 1573 anlände den första galeonen till Acapulco med asiatiska varor, vilket var inledningen på en omfattande handel Manila–Acapulco, där asiatiska varor som siden, kryddor och andra lyxvaror byttes mot amerikanskt silver. Efter 1575 började man även sälja de asiatiska lyxvarorna vidare till Peru, där priset var högre än i Nya Spanien, och under tidigt 1600-tal hade allt silver som försvann från Potosí via Acapulco till Asien blivit ett problem för spanska kronan, som 1631 förbjöd handel mellan Peru och Nya Spanien, ett förbud som dock var tämlingen ineffektivt.
Acapulcos välstånd blev frestande för sjörövare, men staden befästes tidigt på 1600-talet och undkom plundring, även om Manila-galeonerna fortfarande var sårbara. Eftersom flottan från Asien endast kom en gång om året blev aldrig staden lika stor som dess betydelse för den spanska handeln, och när Spaniens makt avtog på 1700-talet minskade även handeln. År 1774 fanns det bara åtta spanska vecinos (besuttna medborgare) kvar i Acapulco, och den sista galeonen från Manila anlände till staden 1815.

## Turism
Dess läge med behagligt klimat och fina stränder har gjort Acapulco till en populär turiststad, och staden kallas ibland "Mexikos riviera". Hit kommer många inhemska turister, men med stort inslag av amerikaner och kanadensare. Sevärt är dykarna, clavadistas, som slänger sig ut från 45 meters höjd vid de branta klipporna vid La Quebrada.
Elvis Presleys film Fun in Acapulco spelades in här. På 1960-talet rörde sig jetsetkretsar i staden och Jackie och John F. Kennedy firade sin smekmånad här.

## Befolkning
Staden hade 616 165 invånare 2007, med totalt 717 704 invånare (2007) i hela kommunen på en yta av 1 708 km². Storstadsområdet, Zona Metropolitana de Acapulco, har totalt 787 239 invånare (2007) på en yta av 3 544 km². Området består av de båda kommunerna Acapulco de Juárez och Coyuca de Benítez.
I egenskap av populär turistort har Acapulcos invånarantal ökat kontinuerligt och tidvis kraftigt fram till i slutet av 1990-talet, men utvecklingen stagnerade och uppvisade under första delen av 2000-talet en negativ trend.

## Kriminalitet
Staden har under 2000-talet drabbats hårt av våldsamheter mellan polisen och kriminella gäng. I CCSP-JP:s (El Consejo Ciudadano para la Seguridad Publica y la Justicia Penal / ”Medborgarrådet för allmänhetens säkerhet och rättvisa”) årliga undersökning över världens farligaste städer kom Acapulco på tredje plats när listan för 2014 redovisades den 24 januari 2015. Det har gjort att turisterna har valt att besöka andra semesterorter framför Acapulco och stadens ekonomi har därför drabbats hårt.

## Kommunikationer
Acapulco har en internationell flygplats.